# Idiasta hispida
Idiasta hispida är en stekelart som beskrevs av Robert A.Wharton 1980. Idiasta hispida ingår i släktet Idiasta och familjen bracksteklar. Inga underarter finns listade i Catalogue of Life.